# 프로시니어기전
프로시니어기전은 바둑TV가 주최하며 잭필드 코리아가 후원했던 대한민국의 바둑 기전이다.  2000년 1기를 끝으로 중지되었다가 2001년 부활하여 돌씨앗배로 명칭 변경했다. 이후 2005년 잭필드배로 명칭을 변경한 후 5기를 끝으로 중단 및 중지되었다.  참가자격은 만 45세 이상, 중견기사들을 대상으로 하는 기전이다. 

## 후원
- 청풍공기청정기 (1기)
- 돌씨앗상사 (2기~4기)
- 잭필드코리아(홈쇼핑) (5기)

## 참가자격
- 한국기원 소속 만 45세 이상 중견 기사

## 제한시간
- 각자 30분, 40초 초읽기 1회 (1기), 각자 10분, 40초 초읽기 3회 (2기 ~ 5기)
- 덤 6.5집 반

## 역대 우승자
| 회수 | 연도      | 우승        | 전적  | 준우승           |
| ---- | --------- | ----------- | ----- | ---------------- |
| 1    | 1999~2000 | 서봉수 九단 | 2 - 1 | 홍태선 八단      |
| 2    | 2001~2002 | 서봉수 九단 | 2 - 0 | (故) 임창식 七단 |
| 3    | 2002~2003 | 서봉수 九단 | 2 - 1 | 강훈(大) 九단    |
| 4    | 2003~2004 | 장수영 九단 | 2 - 1 | 김일환 九단      |
| 5    | 2005      | 김동엽 八단 | 2 - 0 | 장수영 九단      |